# Mesadactylus
Mesadactylus ("prst z (lokality) Mesa") je vyhynulý rod pterodaktyloidního ptakoještěra, žijícího v období svrchní jury (asi před 150 miliony let) v souvrství Morrison (stát Colorado, USA). Byl popsán na základě fosilních pozůstatků, skládajících se z kostí přední končetiny, lopatkového pletence, obratlů a stehenních kostí. V letech 2004 a 2006 byly objeven další materiál, včetně nekompletní mozkovny. Je možné, že příbuzný a poněkud větší druh Kepodactylus je ve skutečnosti stejným rodem, přestože vykazuje jisté rozdíly.